# 敦刻尔克级战列舰
敦刻尔克级战列舰（英語：Dunkerque-class）是法國海軍於1930年代建造的战列舰。本級艦是法國海軍在第一次世界大戰後首批建造完成的主力艦，代替在戰後因財務拮据而停工的諾曼第級戰列艦，以及因第一次世界大戰爆發而停建的里昂級戰列艦，其主要目的在針對德國海軍的德國級裝甲艦。艦上主要武器為8門330毫米/50倍徑1931年型主砲在2座四聯裝砲塔內，裝甲帶最大厚度為225（8.9英寸）。為了符合華盛頓海軍條約的限制，本級艦的標準排水量較小，僅26,500長噸（26,900公噸）；火炮口徑也在410（16英寸）限制以下，然而在航速上可達29.5節（54.6每小時；33.9英里每小時），是法國首款高速戰艦。因本級艦的特徵，除了被歸類為高速戰艦外，亦曾被歸類為小型戰艦、戰鬥巡洋艦等。
本級艦共建成2艘，分別為敦克爾克號與史特拉斯堡號，2艦在1937年與1939年陸續服役，並一同編入襲擊部隊第一線總隊（1st Division of the Line），在第二次世界大戰初期分別與英國皇家海軍一同執行搜尋德國的商船襲擊艦隊。後來為了應付義大利，於1940年4月調往法屬北非基地凱比爾港。然而僅過2個月，法國陸軍在本土遭德軍擊敗，並向納粹德國投降，迫使在凱比爾港的法軍艦隊被迫停戰。同年7月，英國皇家海軍發動凱比爾港海戰，敦克爾克號在戰鬥中受到重創，但史特拉斯堡號成功地閃躲過英國艦隊的攻擊而先行逃回土倫。重創的敦克爾克號在凱比爾港進行臨時維修，直至1942年2月才返回土倫。
凱比爾港海戰後，史特拉斯堡號擔任維琪法國在地中海艦隊旗艦，敦克爾克號則被安排至乾塢進行大修。由於戰時物資短缺，敦克爾克號的維修工程進展緩慢，而史特拉斯堡號也較少出港。當同盟國成功於1942年11月初登陸北非後，德軍在同月迅速占領自由區作為報復，並準備搶奪停靠在土倫的維琪法國艦隊。為了避免德軍計畫得逞，法國海軍決定將所有艦艇鑿沉。2艘敦克爾克級最終成功被法國海軍鑿沉，其殘骸在1955年至1958年間報廢拆解。

## 建造背景

### 華盛頓海軍公約影響
1922年，各個海權強國因簽署華盛頓海軍條約，而將接下來十年間所有的新戰艦建造計畫暫停，但法國和義大利在1927年後被允許可建造新戰艦取代兩艘舊戰艦，新造戰艦的總噸位最多不可超過70,000長噸（71,000公噸）。
條約簽訂後，在簽訂前建造的戰艦成為1920年代晚期各國主要戰力，這些戰艦在主要武器上多數裝配8門15英寸（381）口徑主砲，並配置於4座雙聯裝砲塔內，或是使用16英寸（406）口徑主砲。法國在戰艦設計上不像美國、英國、日本重視裝甲防禦，只希望能將舊式軍艦現代化、更新推進系統、升級主砲等。然而條約嚴格地限制，阻礙了法國海軍現代化工程。1927年後，根據條約新造戰艦的70,000長噸（71,000公噸）總限制，法國工程師開始構想出建造2艘35,000長噸（36,000公噸）、3艘23,000長噸（23,000公噸）、3艘17,500長噸（17,800公噸）等戰艦方案。

### 早期發展概念

敦克爾克級的37000 LT設計描繪圖。

1925年，義大利第一艘重巡洋艦特倫托級開始建造，並在隔年下水。這艘新型的軍艦可能會威脅到法國本土到北非殖民地之間的海上運輸航路。亨利·薩隆海軍中將在1926年至1927年間便開始提出對策；首先提出的是17,500長噸（17,800公噸）級戰艦方案，在此條件下可容許建造4艘戰艦，主要武器上預計採用原諾曼第級戰列艦與里昂級戰列艦的四聯裝305（12.0英寸）口徑主砲塔設計；另外參考英國納爾遜級戰列艦的設計方案，將主砲塔全佈置於前甲板。航速預計在34至35節（63至65每小時；39至40英里每小時）之間，裝甲可抵擋203（8.0英寸）口徑砲彈的攻擊。然而在評估後，發現此設計連義大利的舊戰艦都無法應付，因此最後沒有採納。
法國設計人員後來在1927年至1928年間，以17,500長噸（17,800公噸）級的設計為基礎研發37,000長噸（38,000公噸）級戰艦。在早期試航結果顯示，37,000長噸（38,000公噸）級船艦的標準排水量估計介於32,000至33,000長噸（33,000至34,000公噸）之間，這非常接近條約限制的上限值。在37,000長噸（38,000公噸）級設計方案上共有2種草圖；最初的設計是以絮弗伦級重巡洋艦加大船體而來，船長254（833英尺）、船寬30.5（100英尺），另有2座傾斜式煙囪。主要武器為12門305（1.001英尺）口徑主砲，放置在3座四聯裝主砲塔內，其射控指揮儀放置在三腳前桅的上方。2座主砲塔佈置在前甲板，另外1座則在後甲板。次要武器採用8門單裝90（0.30英尺）口徑1926年型火炮，以及12門單裝37（1.5英寸）口徑1925年型防空炮，另配有三聯裝魚雷管以備不時之需。裝甲帶厚度從220至280（0.72至0.92英尺）不等。機庫位於上層建築後方，2座飛機彈射器與第2座煙囪並列。動力系統設計參考自杜肯級重巡洋艦，由12組奧蓋特·迪·湯普勒（Guyot du Temple）鍋爐提供，分成2組鍋爐及渦輪發動機運轉，共可提供180,000匹馬力（130,000千瓦特），最高航速達33節（61每小時；38英里每小時）。
1928年，原先的37,000長噸（38,000公噸）級經更改後產生第2種方案，在武器上更改為3座雙聯裝406（1.332英尺）口徑主砲塔與4座四聯裝130（0.43英尺）口徑副砲塔。船長縮短至235（771英尺），但船寬增加至31（102英尺）；裝甲厚度有所加強，但動力輸出略下降，最高航速僅27節（50每小時；31英里每小時）。
然而，當時的法國沒有能力建造35,000長噸（36,000公噸）級以上的戰艦，因為沒有足夠大的船塢可容下250（820英尺）長以上的船體。若要建造所需的造船基礎設施，所花的費用與建造2艘戰艦的成本相同，這將干擾當時其他的建造計劃。此外，國際聯盟與英國準備聯手推動更進一步的裁軍協定，試圖將噸位限制在25,000長噸（25,000公噸），戰艦主砲口徑限制在305（1.001英尺），此時法國人不想冒著會撕毀協定的風險艦造新艦。在諸多考量後，法國海軍決定暫停37,000長噸（38,000公噸）級方案。
1929年，時任法國海軍參謀總長的路易斯·維羅泰特（Louis Violette）海軍中將下令法國海军技术与建造局（Service Technique des Constructions Navales）開始研究有關於防護巡洋艦的建造計畫。在這項計畫中，船艦總噸位在23,690長噸（24,070公噸），主要武器採用10門305（1.001英尺）口徑火炮，分別配置於2座三聯裝與1座四聯裝砲塔內；前甲板將佈置1座三聯裝與1座四聯裝砲塔，後甲板則佈置1座三聯裝砲塔。次要武器採用8門138（0.453英尺）口徑火炮，配置在4座雙聯裝砲塔內；以及16門100（0.33英尺）口徑防空炮，配置在8座雙聯裝砲塔內。最高航速可達29節（54每小時；33英里每小時），裝甲可抵擋203（0.666英尺）口徑的砲彈襲擊。船體上方的建築與煙囪的設計近似於阿爾及利亞號重巡洋艦，而此設計草案成為敦克爾克級前身。

### 首艦－敦克爾克號成型

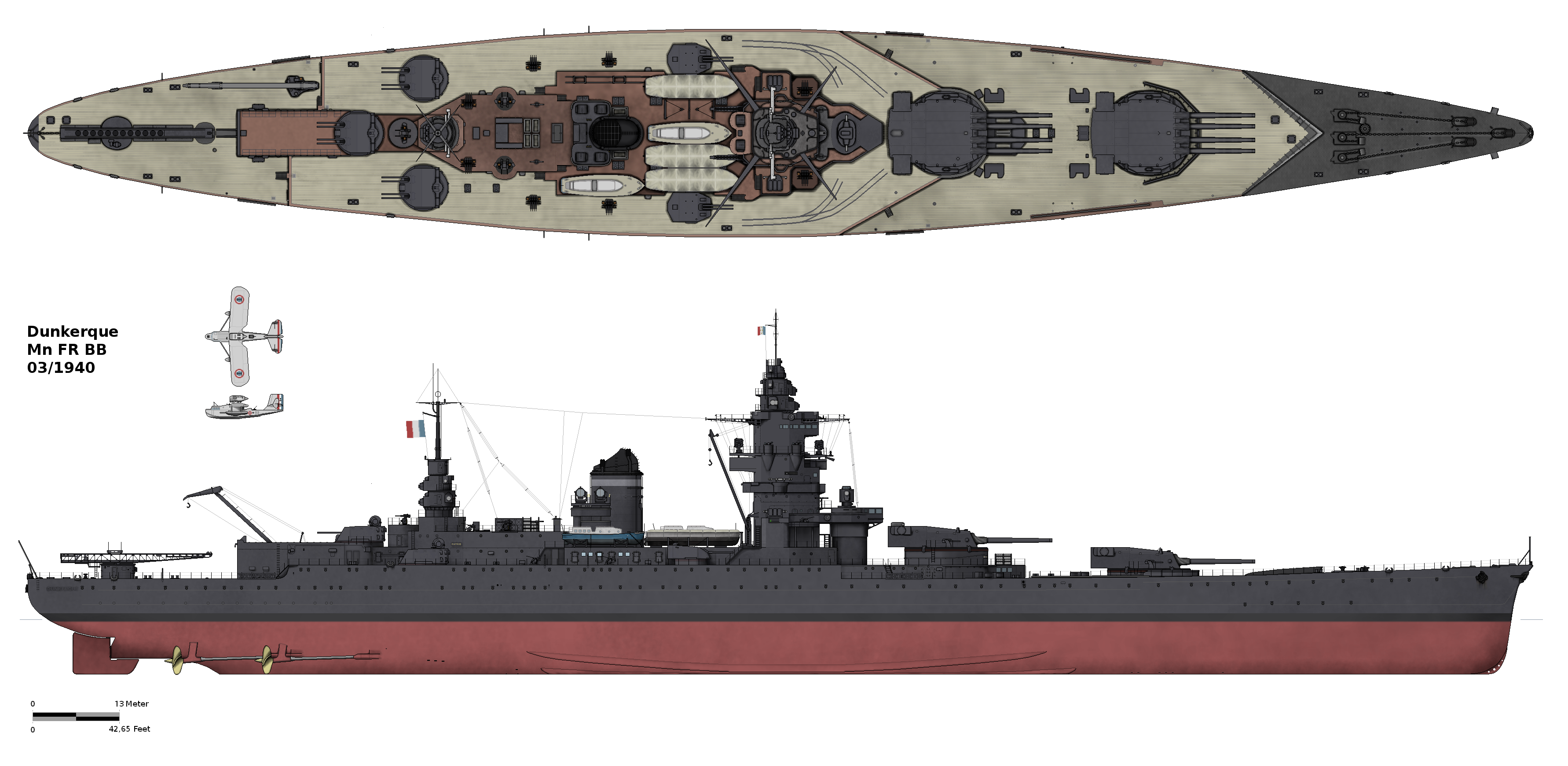
1940年時的敦克爾克號彩繪描圖。

當德國於1929年2月開始建造德國級裝甲艦後，法國人開始感受到威脅，儘管德國宣稱該艦仍在凡爾賽條約限制內，但實際上遠超出凡爾賽條約的最大限；其性能超越當時除英國胡德號戰鬥巡洋艦與名望級戰鬥巡洋艦等主力艦，並且非常適合執行海運掠奪任務。為此，法國工程師立即準備能與德國級對抗的設計草案。在設計目標中，首要條件是裝甲能夠抵抗德國280（11英寸）口徑砲彈，同時盡可能地將最大航速設定在30節（56每小時；35英里每小時）；為了能符合英國提出的排水量限制，新艦排水量需落在23,000至25,000長噸（23,000至25,000公噸）之間。
1930年4月，各海軍強權國家簽署倫敦海軍條約，將華盛頓海軍條約延長至1936年，儘管法國也是簽署國之一，但仍能根據舊條約建造新的戰艦來取代舊型號。然而由於德國的新軍艦陸續服役，法國拒絕遵守與巡洋艦有關的新限制。義大利後來以法國拒絕遵守條約為由，同樣拒絕接受這些新的限制。
法國最後在17,000長噸（17,000公噸）、23,333長噸（23,707公噸）、35,000長噸（36,000公噸）級的設計方案中，決定執行23,333長噸（23,707公噸）級的設計方案。方案中明定船長213（699英尺）、船寬27.5（90英尺），前甲板佈置2座四聯裝305（12.0英寸）口徑主砲塔，後甲板佈置3座四聯裝130（5.1英寸）口徑高平兩用砲塔；裝甲帶厚度230（9.1英寸），水平裝甲厚度150（5.9英寸），最高航速30節（56每小時；35英里每小時）。此設計草案在1931年5月提交至法國國會審核，但在經過2個月的激辯後，認為建造一艘比德國級噸位大兩倍，並僅針對德國級的戰艦不符需求，因而將此計畫退回。儘管原計畫被退回，但國會仍同意法國海軍可在7月份時重新提交修改後的設計草案。
時任法國海軍參謀總長海軍中將喬治·杜蘭維爾下令設計人員將305（12.0英寸）55倍徑主砲換成330毫米/50倍徑1931年型主砲，以便能對抗義大利的舊戰艦；不過這項更換同時增加3,000長噸（3,000公噸）排水量，使總噸位達到26,500長噸（26,900公噸）。為了能安置330（13英寸）口徑主砲，船全長增加2（6英尺7英寸），船寬增加2.5（8英尺2英寸），但最高航速降至29.5節（54.6每小時；33.9英里每小時）。艦上預計加裝2座雙聯裝130（5.1英寸）口徑高平兩用砲塔，裝甲帶與甲板防護部分也比原設計有所加強。重新提交的設計草案經法國國會審核後，於1932年正式通過。首艦敦克爾克號於10月26日正式下單，並在12月24日開始建造。

### 二號艦－史特拉斯堡號增建計畫

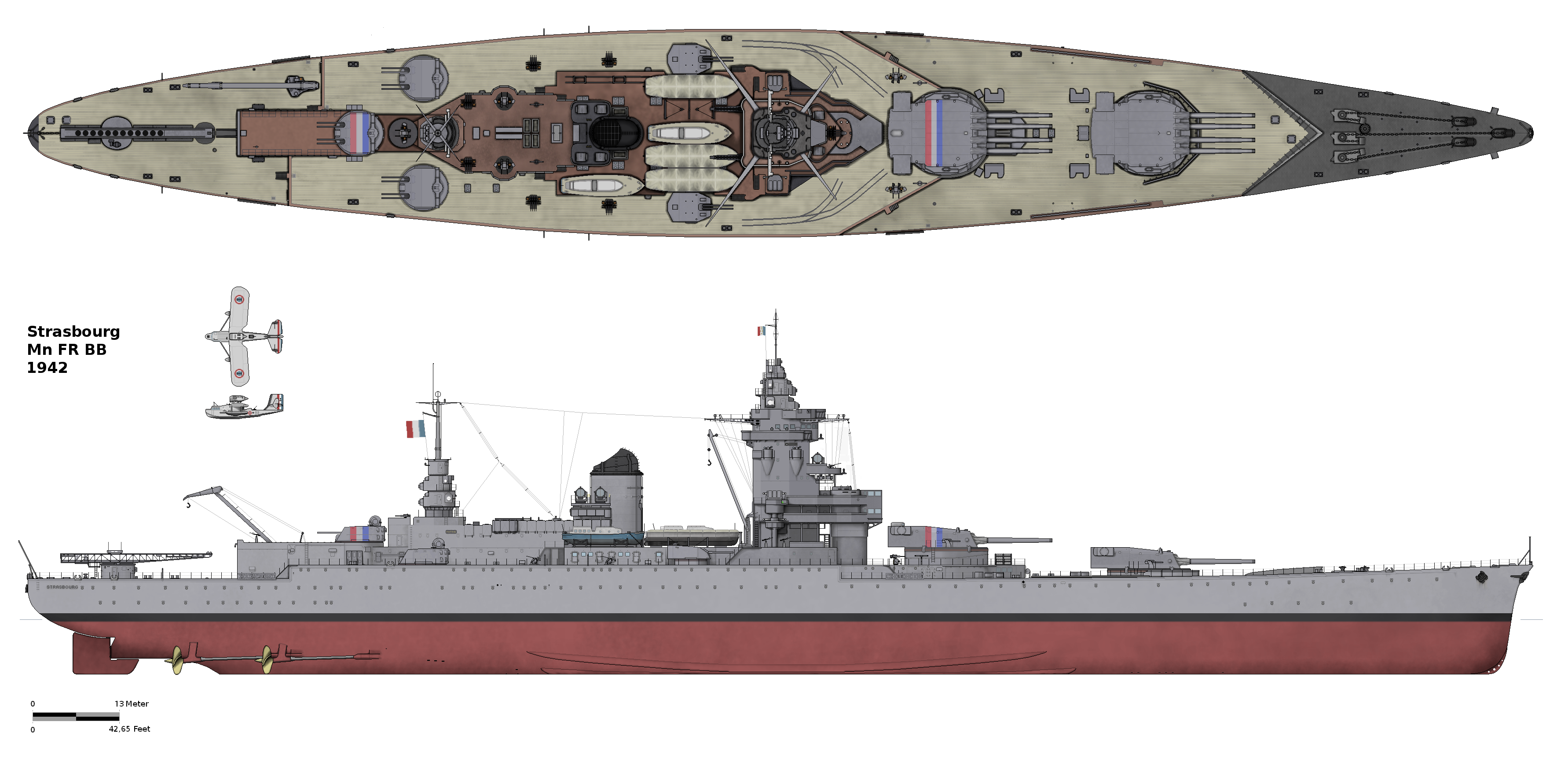
1942年時的史特拉斯堡號彩繪描圖。

在德國人得知敦克爾克級開始建造後，於1935年開始建造2艘沙恩霍斯特級戰列艦反制，此級艦配置9門28公分口徑C/34型艦炮，在火力與裝甲防護上皆優於德國級。德國甚至在1935年與英國簽署新協定前，便已打破凡爾賽協約，在艦艇上裝設重型武器。儘管如此，法國人仍認為敦克爾克級的設計能承受280（11英寸）口徑砲彈的攻擊，因此暫不需要研發新戰艦。
然而同是法國海軍對手的義大利，認為敦克爾克級破壞原本地中海的平衡。為了反制法國海軍，貝尼托·墨索里尼在1934年5月26日宣布將依照條約給予的權利建造新戰艦；幾天後，阿根齊·斯特凡尼在報告中提及已經開始建造2艘總噸位35,000長噸（36,000公噸）的维托里奥·维内托级战列舰。為了因應新情勢，法國除了加速研發黎塞留级战列舰外，也開始改善原敦克爾克級的垂直裝甲設計，在1934年7月16日下單後，立刻於11月開始建造二號艦史特拉斯堡號。

### 各設計草案列表
| 敦克爾克級1926年至1931年各設計提案細節 | 敦克爾克級1926年至1931年各設計提案細節 | 敦克爾克級1926年至1931年各設計提案細節         | 敦克爾克級1926年至1931年各設計提案細節         | 敦克爾克級1926年至1931年各設計提案細節               | 敦克爾克級1926年至1931年各設計提案細節             |
|                                        | 17,500噸計畫                           | 37,000噸A計畫                                  | 37,000噸B計畫                                  | 23,333噸計畫                                         | 26,500噸計畫                                       |
| -------------------------------------- | -------------------------------------- | ---------------------------------------------- | ---------------------------------------------- | ---------------------------------------------------- | -------------------------------------------------- |
| 提出年份                               | 1926                                   | 1927—1928                                      | 1928                                           | 1930                                                 | 1931                                               |
| 排水量                                 |                                        |                                                |                                                |                                                      |                                                    |
| 標準排水量（噸）                       | 17,500                                 | 32,000—33,000                                  | 32,000—33,000                                  | 23,333                                               | 26,500                                             |
| 正常排水量（噸）                       | 不適用                                 | 37,000                                         | 37,000                                         | 不適用                                               | 不適用                                             |
| 船體尺寸 全長×舷寬                     | 205×24.5                               | 254×30.5                                       | 235×31                                         | 213×27.5                                             | 215×30                                             |
| 最高航速（節）                         | 35                                     | 33                                             | 27                                             | 30                                                   | 29.5                                               |
| 武器                                   | 2座305公釐55倍徑四聯裝主砲塔           | 3座305公釐口徑四聯裝主砲塔 12門130公釐口徑副砲 | 3座406公釐口徑雙聯裝主砲塔 16門130公釐口徑副砲 | 2座305公釐口徑四聯裝主砲塔 12門130公釐口徑高平兩用砲 | 2座330釐口徑四聯裝主砲塔 16門130公釐口徑高平兩用砲 |
| 裝甲厚度（公釐）                       |                                        |                                                |                                                |                                                      |                                                    |
| 裝甲帶                                 | 150—180                                | 220—280                                        | 不適用                                         | 215—230                                              | 250                                                |
| 水平裝甲                               | 不適用                                 | 75                                             | 不適用                                         | 100—130                                              | 130—140                                            |

## 設計
|  |

| 部位              | 敦克爾克號 | 史特拉斯堡號 |
| ----------------- | ---------- | ------------ |
| 船體              | 7,011噸    | 7,040噸      |
| 配件              | 2,767噸    | 2,809噸      |
| 火炮              | 4,858噸    | 4,858噸      |
| 火炮防護          | 2,676噸    | 2,885噸      |
| 船體防護          | 8,364噸    | 8,904噸      |
| 推進系統設備      | 2,214噸    | 2,214噸      |
| 油料（75%狀況下） | 2,860噸    | 2,860噸      |
| 總計              | 30,750噸   | 31,570噸     |

敦克爾克級的主要武器為8門330毫米/50倍徑1931年型主砲，並採用主砲塔全佈置於前甲板的設計。最初建造時，首艦敦克爾克號的標準排水量預計26,500長噸（26,900公噸）、船體全長215（705英尺）、船寬31（102英尺）、吃水8.57（28.1英尺）深；推進系統可輸出107,000匹馬力（80,000千瓦特）、航速29.5節（54.6每小時；33.9英里每小時）、裝甲帶最大厚度241（9.5英寸）。史特拉斯堡號在垂直裝甲上有所加強，其餘設計數據皆與敦克爾克號相等，因而在排水量略微增至27,300長噸（27,700公噸），吃水深度也增加0.16（0.52英尺）。
由於本級艦與英國皇家海軍虎號戰鬥巡洋艦有諸多相似之處，因而亨利·勒馬松認為敦克爾克級近似於戰鬥巡洋艦而非戰列艦。虎號與敦克爾克級的整體數據相似，不過本級艦主砲全佈置於前甲板，使得敦克爾克級的砲塔裝甲重量比虎號減少27%，推進系統也比虎號更現代化。除相對降低砲塔裝甲重量外，本級艦在主砲塔正面裝甲厚度加強10公分，使主砲塔正面裝甲厚度達330（13英寸），比起虎號的正面裝甲厚度多許多；在水平裝甲甲板方面，敦克爾克級的厚度在115至125（4.5至4.9英寸）之間，也同樣超出虎號的設計水準。
另一艘與敦克爾克級近似的艦艇為英國納爾遜級戰艦，這2級別戰艦皆將推進系統放置於艦艉一側，縮短船軸長度來節省重量，並使用傾斜裝甲帶來增加其有效厚度。次要武器上，這2級別戰艦皆放置於艦艉側，採高弧發射，並將主射控系統架設在船樓建築頂部。然而，納爾遜級優先考量火力及裝甲防護，速度則是次要考量，敦克爾克級的考量順序卻恰巧與納爾遜級相反，這不同的設計考量反映了2國在船艦設計上追求不同目地，同時顯現了法國在軍艦設計的演變。

### 武器配備

#### 主要武器

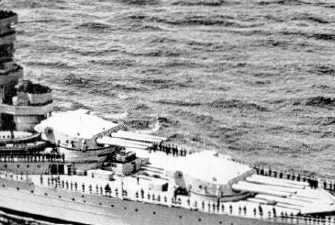
敦克爾克級的主砲塔以背負式佈局排列於前甲板側。

敦克爾克級使用的四聯裝主砲塔設計方案，在第一次世界大戰前的諾曼第級和里昂級建造項目中便已呈現，但這2級別戰艦最終沒有任何一艘建成。主砲塔全佈置於前甲板的方案則參考自英國皇家海軍納爾遜級戰艦，不過納爾遜級在前甲板共有3座三聯裝主砲塔，而且因主裝甲甲板上的裝甲重量限制，使得納爾遜級的第三座砲塔的高度無法超過第二座砲塔，僅第一座與第二座砲塔採用背負式佈局排列，造成第三座砲塔的射角受到限制。相較之下，敦克爾克級的2座四聯裝330（13英寸）口徑主砲塔以背負式佈局排列於前甲板側，使所有炮口可毫無阻礙地指向前方，近戰時可以小幅度射角對敵方開火。

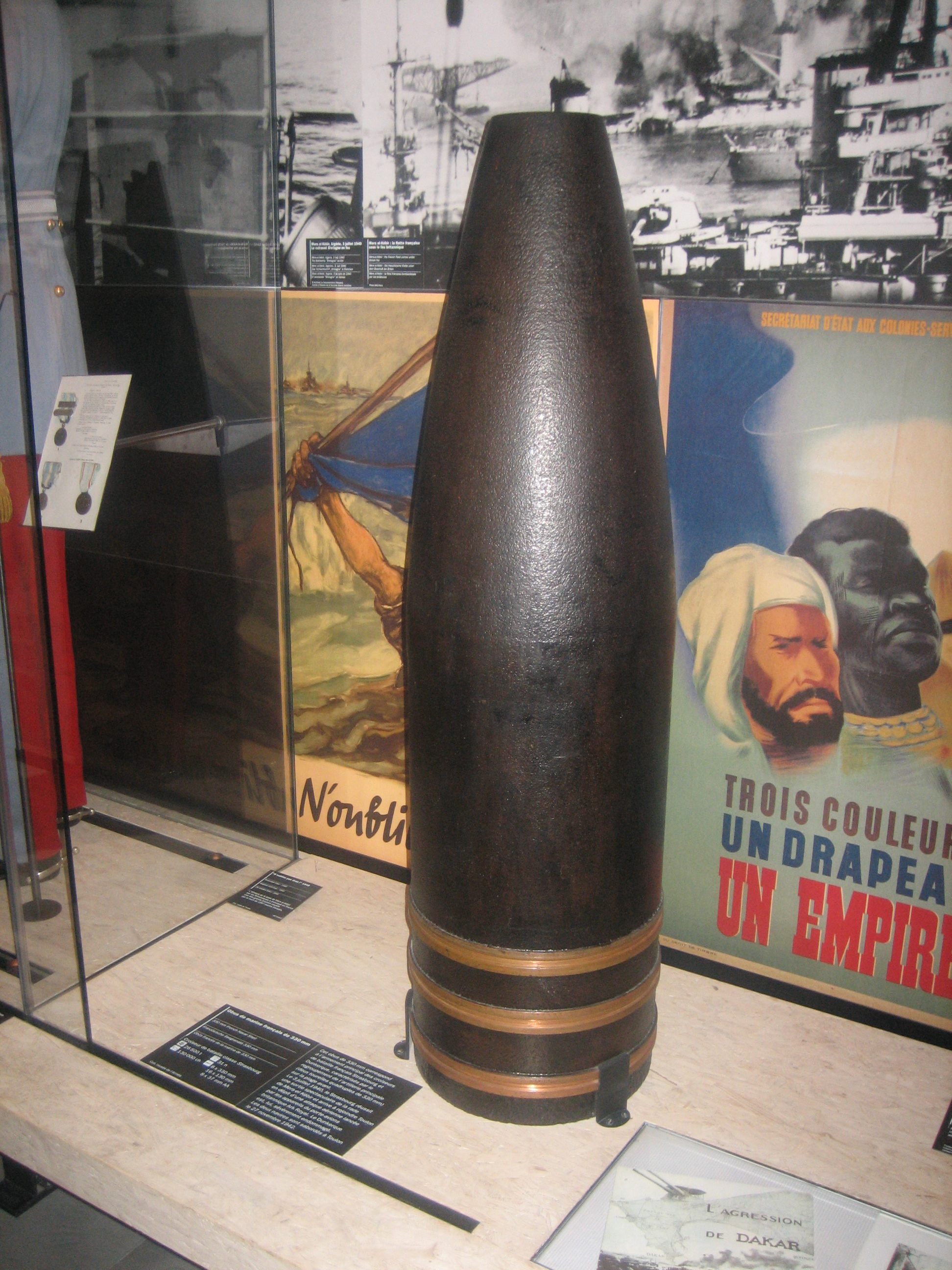
敦克爾克級使用的330 mm口徑1935年型被帽穿甲彈。

在四聯裝主砲塔的設計中，最大問題點在於若不幸被砲火擊中，可能使整座砲塔癱瘓，進而面臨艦上至少一半的主炮無法使用。為了降低損失，敦克爾克級的四聯裝主砲塔內設有艙壁，將主砲塔分隔成左右兩部分，使損傷範圍能縮小。此方案在凱比爾港海戰中證實有效，當時敦克爾克號第2號主砲塔的右半部遭381（15.0英寸）口徑炮彈擊中而癱瘓，但因艙壁的保護使該砲塔左半部仍能運作；這一設計概念之後延續到黎塞留级上。
為避免各主砲塔的彈藥庫過於靠近而增加殉爆風險，2座主砲塔相隔間距27（1.1英寸）。當法國設計師在1911年設計諾曼第級時，認為27（1.1英寸）的船寬即可配置四聯裝340（13英寸）口徑主砲塔，不過在設計本級艦時船寬則規劃到31（1.2英寸），盡可能地確保艦體能裝設四聯裝330（13英寸）口徑主砲塔。為了避免所需船寬過大，砲塔內各主砲的支架是以成對方式支撐，這一概念後應用於敦克爾克級與黎塞留级上，但因成對的主炮間距僅1.69（5英尺7英寸），同時射擊時會因砲彈之間的尾流效應導致過度分散，此問題直到黎塞留號戰列艦在1948年改裝後才得以解決。
四聯裝330（13英寸）口徑主砲塔由聖尚翁製造廠製造，其重量1,497公噸（1,473長噸），近似於義大利维托里奥·维内托级战列舰使用的三聯裝381（15.0英寸）口徑主砲塔。砲塔的最大仰角為35度、槍口初速870每秒（2,900英尺每秒）、最大仰角時射程可達41,500（45,400碼），彈道軌跡相對平坦。射擊速度平時為40秒一次（即每分鐘1.5輪），但在理想狀況下可提升至30秒一次（即每分鐘2輪）。砲塔水平旋轉速度為每秒5度，炮口上升速度則是每秒6度。儘管主砲塔在理想上可於任何仰角下填充砲彈，但在實際狀況下，當砲管在較高的射角時容易發生砲彈卡在後膛的狀況，因此在實際操作時，最多僅在15度仰角下填充砲彈。
本級艦使用的砲彈口徑為330（13英寸），其長度1.65（5英尺5英寸）、重量570（1,260磅），幾乎是德國德國級使用的砲彈2倍重。這種330（13英寸）口徑的砲彈屬被帽穿甲彈，在法國海軍登記為1935年型，這一型號的穿甲彈又分成OPf與OPfK2種型號。艦上預計使用的高爆彈為1935年型的延伸型，但最後並未使用。
儘管大口徑的火炮易於對付敵艦，但若將炮口朝接近船艉方向射擊時，容易使指揮室遭受到射擊後產生的火花、煙霧、嘈雜等干擾，因而在砲口水平轉向上無法實際發揮至最大角度。另一個困擾在於本級艦的船體體積相對較小，無法減緩大口徑火炮射擊後產生的強大反作用力，因此在射擊時容易對艦艇自身造成傷害。

#### 次要武器

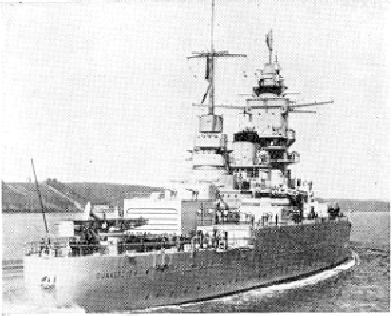
敦克爾克號在1937年5月時艦艉攝像，顯示艦艉的艦載機設備及130 mm口徑四聯裝高平兩用炮塔。

敦克爾克級採用的次要武器屬於高平兩用砲，這是首次有主力艦裝設此類型武器。此類型火炮可同時反艦及遠距防空，後來的黎塞留级與英國乔治五世级皆使用此武器。3座四聯裝副砲塔全放置於艦艉，其中1座砲塔位在機庫上方，另外2座則放置在後船樓左右兩側。副砲塔的設計如同330（13英寸）口徑四聯裝主砲塔，由20（0.79英寸）寬的鋼製艙壁分隔左右兩對火炮，這兩對火炮分隔0.55（1英尺10英寸）；其中2座砲塔僅只有20（0.79英寸）的防碎片裝甲護板保護。
在反艦模式下，130（5.1英寸）口徑火砲使用33.4（74磅）重的半穿甲彈，這種砲彈研發自130（5.1英寸）口徑1933年型穿甲彈，其槍口初速為800每秒（2,600英尺每秒），在炮口仰角45度時最遠射程達20,800（68,200英尺）；防空模式時則使用29.5（65磅）重的定時引信高爆彈，這種砲彈為1934年型，其槍口初速為840每秒（2,800英尺每秒），在炮口仰角75度時最遠射程達12,000（39,000英尺）。副砲射擊速度約每分鐘可發射10到12輪，砲塔水平旋轉速度為每秒12度，炮口上升速度則是每秒8度。
然而130（5.1英寸）口徑火砲實際反艦效率不足，法國海軍後來研發火力更強大的136.8（5.39英寸）及138.6（5.46英寸）口徑火砲，這些火炮以單裝方式安裝在後來建造的驅逐艦上，但最終未安裝在本級艦上。相較之下，軸心國海軍則偏好使用150（5.9英寸）口徑左右的火炮，如德國沙恩霍斯特級與俾斯麥級使用的28年型15厘米型艦炮，以及義大利維托里奧·維內托級使用的152（6.0英寸）55倍徑火炮。
130（5.1英寸）口徑1932年型火炮另一個問題點是近距離防空狀況下效率不夠充足，主要是每分鐘10輪的射擊速度對付俯衝轟炸機過於緩慢。儘管法國海軍的副砲口徑在同盟國海軍中略為中等，但美製的馬克12型5英寸38倍徑Mk 30主炮，搭配馬克37型火炮射控系統，其火炮射速達每分鐘15輪，在短時間內甚至可將射速提升至每分鐘22輪，比起法國海軍使用的副砲系統更有效率地對付水面與空中目標。英國皇家海軍使用的133.3（5.25英寸）口徑雙用途炮在特徵上與法國海軍使用的130（5.1英寸）口徑火炮相似，但在搭配RP10與RP10Mk2型號的射控系統下，砲塔水平旋轉速度及炮口上升速度可提升至每秒20度，在同時搭配高角控制系統下，可將副砲性能發揮至最大，使其能力超越法國海軍的副砲系統。
敦克爾克級後來在艦上安裝遠距動力控制系統（Remote Power Control，RPC），成為法國第一艘架設此系統的主力艦，此系統可控制所有主要及次要武器的水平旋轉及炮口升降等運作，但操作人員後來發現法製的绍特尔－哈爾－布隆德爾（Sauter-Harlé-Blondel）遠距動力控制系統在操作水平瞄準機構時，其性能相當不可靠，因而從未使用此系統。法製的第一代雷達被稱為《電磁檢測裝置》（Electromagnetic Detection Device），這種雷達僅用於對海與對空警報，在1942年時安裝在史特拉斯堡號上，並同時安裝在黎胥留號及讓·巴爾號上。

#### 防空武器
敦克爾克級的防空武器包括5座37（1.5英寸）口徑1933年型半自動化雙聯裝防空炮塔、8挺13.7（0.54英寸）口徑機關槍配置在四聯裝炮塔內等，相對改裝後的黎胥留號而言，本級艦缺少輕型速射炮等防空武器。1920年代後期，法國海軍艦艇經常將37（1.5英寸）50倍徑防空炮當作輕型防空武器，這種武器必須手動裝載彈藥，供給此武器的彈藥夾每盒可供6輪射擊次數的彈藥，射擊速度在理想狀況下可每分鐘20到30輪，但實際上只有10到15輪。這樣的性能在當時同口徑武器之間算是非常地慢。相比之下，英國的碰碰炮與瑞典的波佛斯40公釐/L60型火砲射速皆在達120至200rpm之間。為了解決這一問題，法國海軍決定開發一款新型武器，這種武器名為37（1.5英寸）70倍徑1935年型防空炮，並配置在1936年型自動化雙聯裝防空炮塔內，每組射擊指揮儀與1門炮或2門砲相連，其射速預期達165至172rpm之間。然而此設計遭遇許多困難，因此無法趕在首艦敦克爾克號完工之前安裝在艦上。
在首艦敦克爾克號海試期間，僅加裝24挺霍奇克斯M1929重機槍在6座四聯裝砲塔內，這些砲塔配置於艦舯以及上層建築頂部。當敦克爾克號完工時，艦上配備6座37（1.5英寸）口徑防空炮，並裝設在1925年型半自動化單裝防空炮塔內；但到了1939年初期，這些武器被37（1.5英寸）口徑1933年型半自動化雙聯裝防空炮塔取代。這些砲塔有2座位於第二座主砲塔左右後側，另外2座位於煙囪與後船樓之間，配有4組指向儀，其中2組供前方2座防空炮塔使用，另外2組供後方2座防空炮塔使用。1939年8月，敦克爾克號上加裝1座37（1.5英寸）口徑1933年型半自動化雙聯裝防空炮塔，這座砲塔位於船軸線上的130（5.1英寸）口徑四聯裝副砲塔後方。史特拉斯堡號上僅有4座37（1.5英寸）口徑1933年型半自動化雙聯裝防空炮塔，比敦克爾克號少1座，不足的部分由13.2（0.52英寸）口徑四聯裝機槍頂替。

#### 艦載機設施

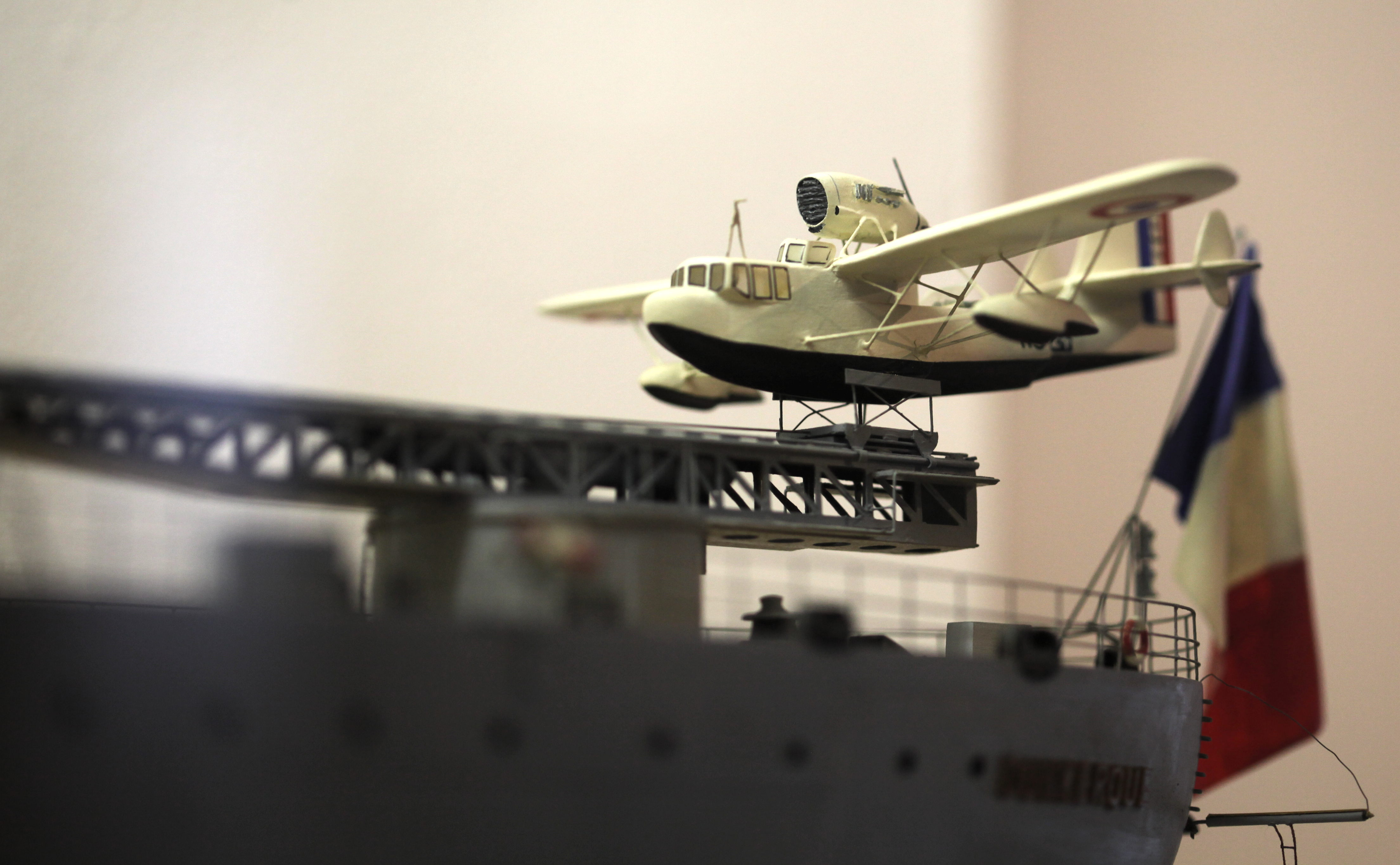
羅爾130式水上飛機與敦克爾克號模型。

敦克爾克級上的艦載機設施包含乾舷甲板、機庫、彈射器和起重機等，這樣完善的設施為1920年代舊戰艦改裝方面取得重大進展。例如英國的胡德號戰鬥巡洋艦曾在1929年於艦艉加裝飛機彈射器，但因為該艦艦艉缺乏乾舷甲板，在北大西洋航行時，飛機彈射器經常被海水沖刷，最後不得不在1932年移除。本級艦的彈射器長22（72英尺），位於船軸線後四分之一處。運轉方式為空氣壓縮，操作時以103公里/小時的速度將3.5長噸（3.6公噸）重的飛機發射升空；起重機的最大載重為4.5長噸（4.6公噸）；機庫附近另有設飛機保修室。
艦上預計搭載的飛機為4架羅爾130式水上飛機，停放時可將機翼摺疊起來，以成對方式停靠在機庫內，1架則待命在彈射器上隨時準備升空，另1架則可能垂吊在起重機上待命。機庫內的飛機利用軌道移動至升降機，再佈署至彈射器上升空；當任務結束時，飛機駕駛員會在海上降落並滑行至艦艇旁，再由起重機將飛機移至艦上。航空燃料的儲存槽位在艦艉上方，其周圍設有冷卻和自動灑水系統，以及設置惰性氣體來保護廢燃料等防護措施，保障周邊安全。

### 裝甲防護
|  |

| 敦克爾克級兩同型艦裝甲厚度比較（單位：公釐） | 敦克爾克級兩同型艦裝甲厚度比較（單位：公釐） | 敦克爾克級兩同型艦裝甲厚度比較（單位：公釐） |
|                                              | 敦克爾克號                                   | 史特拉斯堡號                                 |
| 垂直裝甲帶                                   | 垂直裝甲帶                                   | 垂直裝甲帶                                   |
| -------------------------------------------- | -------------------------------------------- | -------------------------------------------- |
| 裝甲帶                                       | 225                                          | 283                                          |
| 前艙壁                                       | 210                                          | 228                                          |
| 後艙壁                                       | 180                                          | 210                                          |
| 水平裝甲帶                                   |                                              |                                              |
| 主甲板（輪機艙上方）                         | 115                                          | 115                                          |
| 主甲板（彈藥庫上方）                         | 125                                          | 125                                          |
| 下甲板                                       | 40                                           | 40                                           |
| 司令塔                                       |                                              |                                              |
| 前方與兩側                                   | 270                                          | 270                                          |
| 後側                                         | 220                                          | 220                                          |
| 頂部                                         | 150 /130                                     | 150 /130                                     |
| 330公釐口徑四聯裝砲塔                        |                                              |                                              |
| 正面                                         | 330                                          | 360                                          |
| 側面                                         | 250                                          | 250                                          |
| 後側                                         | 345（1號主砲） 335（2號主砲）                | 352（1號主砲） 342（2號主砲）                |
| 頂部                                         | 150                                          | 160                                          |
| 炮座（主甲板以上）                           | 310                                          | 340                                          |
| 130公釐口徑四聯裝砲塔                        |                                              |                                              |
| 正面                                         | 135                                          | 135                                          |
| 頂部                                         | 90                                           | 90                                           |
| 後側                                         | 80                                           | 80                                           |
| 側面                                         | 90                                           | 90                                           |
| 炮座                                         | 120                                          | 120                                          |

在裝甲保護上，敦克爾克級的裝甲重量相當於預計排水量的35.9％，這在當時的戰列艦中是最高比例，連當時英國最先進的納爾遜級也僅占預計排水量34％。在裝甲佈局上，本級艦採用重點防護概念，這種新型概念不同於德國軍艦建造思維。上層建築總長126（413英尺），相當於全長的60％，與納爾遜級的57％相當，不過沒有特別為前側設計裝甲保護。以下為本級艦的裝甲防護：
- 裝甲帶能抵抗德國280（11英寸）口徑海軍炮，裝甲傾斜角度11°30'，厚度225（8.9英寸），包括前艙壁裝甲厚度210（8.3英寸），後艙壁裝甲厚度180（7.1英寸）。
- 主甲板裝甲厚度115（4.5英寸）/125（4.9英寸）；下甲板裝甲厚度40（1.6英寸）。
- 司令塔前方與兩側裝甲厚度270（11英寸），後側裝甲厚度220（8.7英寸），上方裝甲厚度150（5.9英寸）/130（5.1英寸）。[75]
- 主砲塔的炮座裝甲厚度為310（12英寸）；正面裝甲厚度330（13英寸），裝甲傾角30°；第1號主砲塔後側裝甲厚度345（13.6英寸），第2號主砲塔後側裝甲厚度335（13.2英寸）；主砲塔頂部的裝甲厚度為150（5.9英寸）。[76]
- 130（5.1英寸）口徑四聯裝炮塔的炮座裝甲厚度為120（4.7英寸），砲塔正面裝甲厚度135（5.3英寸），後側裝甲厚度80（3.1英寸），其中2座砲塔的裝甲護板僅20（0.79英寸）。[77]

在建造二號艦史特拉斯堡號時，法國海軍局建議必須在原本的垂直裝甲進行改進，以下為更改的部分：
- 裝甲帶283（11.1英寸），裝甲傾斜角度11°50'，包括前艙壁裝甲厚度228（9.0英寸），後艙壁裝甲厚度210（8.3英寸）。
- 主砲塔炮座的裝甲厚度340（13英寸）；第1座主砲塔正面裝甲厚360（14英寸）；第1號主砲塔後側裝甲厚352（13.9英寸）；第2號主砲塔後側裝甲342（13.5英寸）；主砲塔頂部的裝甲厚度為160（6.3英寸）。

由於史特拉斯堡號的裝甲防禦升級，增加了749公噸（737長噸；826短噸）的裝甲重量，因而裝甲重量占預計排水量百分比增加到37.2％。

#### 水下防護
水下防護設計方面，敦克爾克級採用三明治防雷隔艙、輕型水密隔艙、多重內浮力隔艙，或在隔艙之間填充水或是泡沫橡膠等物質，來吸收魚雷的爆炸力。傾斜裝甲帶外面的隔艙最大深度為1.5（0.059英寸），內部充滿硬膠質泡沫顆粒。隔艙內側相鄰一16（0.63英寸）厚的艙壁，包圍著一0.9（0.035英寸）寬的空隙艙，間著緊鄰3.9（0.15英寸）深的油燃料艙。燃料艙被0.7（0.028英寸）寬的空隔艙包圍起來，之後相鄰一10（0.39英寸）的隔艙；後方為一特殊鋼材製作的30（1.2英寸）寬防魚雷艙壁。在前側及後側與彈藥庫和船龍骨成直角的區域設有防魚雷艙壁，這些艙壁厚度在40至50（1.6至2.0英寸）之間，燃料艙周圍更以填充著硬膠質泡沫顆粒的隔間保護著。本級艦將隔艙最大寬度為7.5（25英尺），而當時其他國家戰艦的隔艙設計，最大寬度不超過5（16英尺），相比下本級艦的設計超出許多。

### 推進系統
法國設計師在設計敦克爾克級時，其概念在26,500公噸（26,100長噸；29,200短噸）的預計排水量上，確保艦體擁有能對抗德國德國級裝甲艦的能力。然而因敦克爾克級船全長215（705英尺），僅勉強能在布雷斯特海軍造船廠200（660英尺）長的船塢建造，使最大航速上限制在29.5節（54.6每小時；33.9英里每小時）。艦上使用6台英德萊特蒸氣鍋爐以及4組帕森齒輪傳動汽輪機。在二號艦史特拉斯堡上，使用的英德萊特蒸氣鍋爐是在彭霍特造船廠當地建造。這些蒸氣鍋爐在溫度350 °C（662 °F）、壓力27千克每平方（380磅力每平方英寸）下運作，鍋爐長5.33（17.5英尺）、寬6.5（21英尺）、高5.34（17.5英尺），6台鍋爐以2台為一組，設置在3個鍋爐房內。艦內佈局將機械裝置與鍋爐分離成不同艙房，此設計概念最早出自法國首艘條約巡洋艦杜肯號，可保證當船艦受到損壞時，仍能確保航行能力。
在每個輪機艙中共有2組渦輪機，而每組渦輪機驅動一螺旋槳；不過在規格上，2同型艦的螺旋槳規格有所不同，首艦敦克爾克號上使用的是直徑4.2（0.17英寸）三葉螺旋槳，史特拉斯堡號上使用的則是直徑4.045（0.1593英寸）四葉螺旋槳。每個輪機艙包括2台高壓27千克每平方（380磅力每平方英寸）渦輪機（型號分別為HP1和HP2）、中壓8.5千克每平方（121磅力每平方英寸）渦輪機、低壓正向與逆向渦輪機，這些渦輪機組成HP1系列當作巡航渦輪使用。在四分之一的輸出功率下，驅動兩軸時可提供15.5節（28.7每小時；17.8英里每小時）航速，四軸以上時則可提供20節（37每小時；23英里每小時）航速，此時HP2渦輪機最大功率在34％至50％之間。輪機艙之間配置4組渦輪發電機，共可產生900千瓦特（1,200匹馬力）的電力。
首艦敦克爾克號海試期間，發現艦上煙囪排放的煙霧似乎會干擾到司令塔後方的測距儀，因而在1938年3月至5月期間，於煙囪頂部加裝一煙囪帽，降低煙霧的干擾效應，此煙囪帽之後又被戲稱為禮帽；二號艦史特拉斯堡號也於1938年9月和12月期間加裝煙囪帽。
本級艦在設計時，預計輸出功率107,000匹馬力（80,000千瓦特），最高航速在29.5節（54.6每小時；33.9英里每小時）。首艦敦克爾克號在1936年5月的航速測試中顯示，在排水量30,000公噸（30,000長噸；33,000短噸）及輸出功率114,000匹馬力（85,000千瓦特）條件下，可維持30節（56每小時；35英里每小時）航速長達8個小時；若將輸出功率提升至135,585匹馬力（101,106千瓦特）時，航速可提升到31.6節（58.5每小時；36.4英里每小時）。二號艦史特拉斯堡號在1938年7月海試期間，其結果與首艦敦克爾克號相似，當輸出功率為115,000匹馬力（86,000千瓦特）時可使航速達30節（56每小時；35英里每小時），若將輸出功率加大到131,960匹馬力（98,400千瓦特）時，航速便可提升到30.9節（57.2每小時；35.6英里每小時）。
在和平時期，本級艦最大燃料載運量為4,500至5,000公噸（4,400至4,900長噸；5,000至5,500短噸）之間，但在戰時為了將水下防護發揮到最大效率，避免過多的液態燃料對艙壁造成額外壓力，導致艙壁吸收爆炸波的能力降低，因此最大燃料載運量會減少到3,700公噸（3,600長噸；4,100短噸）。在續航能力上，若以15節（28每小時；17英里每小時）航速巡航，其續航半徑可達7,850海里（14,540；9,030英里）；20節（37每小時；23英里每小時）航速時續航半徑為6,300海里（11,700；7,200英里）；若以28.5節（52.8每小時；32.8英里每小時）高速巡航時，其續航半徑僅2,450海里（4,540；2,820英里）。

## 服役歷程

### 同型艦
| 艦名         | 造船廠               | 名稱來源   | 架設日期       | 下水日期       | 服役日期      | 結局                                   | 附註          |
| ------------ | -------------------- | ---------- | -------------- | -------------- | ------------- | -------------------------------------- | ------------- |
| 敦克爾克號   | 布雷斯特兵工廠       | 敦克爾克   | 1932年12月24日 | 1935年10月2日  | 1937年5月1日  | 於1942年11月27日在土倫由法國海軍鑿沉。 | [ 79 ] [ 85 ] |
| 史特拉斯堡號 | 聖納澤爾彭霍特造船廠 | 史特拉斯堡 | 1934年11月25日 | 1936年12月12日 | 1938年9月15日 | 於1942年11月27日在土倫由法國海軍鑿沉。 | [ 86 ] [ 87 ] |

### 敦克爾克號

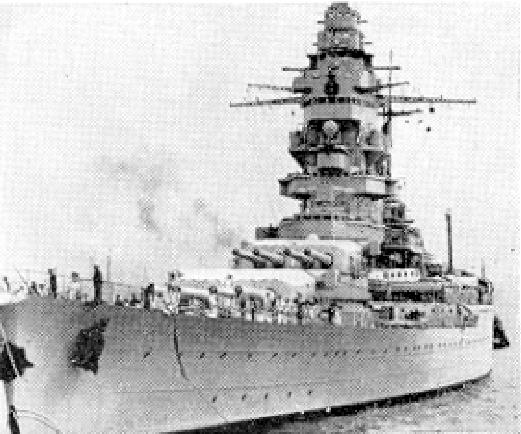
敦克爾克號。

敦克爾克號是本級艦的首艦，此艦以法國城市敦克爾克命名，於1932年12月24日在布雷斯特兵工廠放置龍骨，1935年10月2日時下水，至1937年5月1日正式在法國海軍服役。剛服役不久的敦克爾克號，立刻參與英國的海上閱兵，同時代表法國出席英王喬治六世和伊麗莎白王后加冕儀式。
敦克爾克號與姊妹艦史特拉斯堡號接下來一同編入襲擊部隊第一線總隊（1st Division of the Line）。儘管本艦在二次大戰初期時，曾在大西洋海域嘗試搜尋德艦施佩伯爵海軍上將號、沙恩霍斯特號、格奈森瑙號等，但最後都無功而返。在義大利蠢蠢欲動的態勢下，法國海軍將敦克爾克號調往地中海海域。然而在抵達凱比爾港過後2個月，法國在陸上戰役傳來噩耗，隨後於6月22日向納粹德國投降，這迫使停靠在凱比爾港的法國艦隊僅能靜待下一步指示。
英國此時為了避免納粹德國獲得法國艦艇，遂派遣皇家海軍欲勸降法軍，但當得知法國將領們拒絕英國任何一個條件後，立刻發動凱比爾港海戰，準備擊沉在凱比爾港內的法艦。儘管敦克爾克號在戰鬥中盡全力反擊，但只有對胡德號艦體造成輕微損傷，以及2名英船員傷亡；而敦克爾克號也因無法抵抗英艦的15英寸（380）口徑砲彈而受到重創，僅能擱淺在停泊處的另一邊岸上。第一波攻擊結束後，法國海軍原樂觀預估敦克爾克號能迅速恢復運轉，同時向阿爾及利亞新聞社發送公報，然而此舉同時引來英國的第二波攻擊，使得本艦受到第二次重創。總結這2波攻擊中，敦克爾克號上共陣亡210人，並經過很長的臨時維修才得以於1942年2月回到土倫。
回到土倫後的敦克爾克號僅能停在乾塢準備大修，但因材料和勞動力短缺，導致修理進度緩慢。當同盟國成功登陸北非後，德意志國防軍迅速占領自由區作為報復，並開始策畫搶奪停靠在土倫的維琪法國艦隊。為了避免德軍計畫得逞，法國海軍決定將所有艦艇鑿沉。儘管敦克爾克號還在維修，且艦長艾米爾（Amiel）以沒有書面命令為由拒絕鑿沉艦體，但最終被拉加利索尼埃號上的指揮官說服而鑿沉。破壞船體的炸藥隨後放置定位，引爆後的大火迅速吞沒整個船身。其殘骸隨後由軸心國人員接管並拆解，當戰爭結束時仍有一部分的殘骸留在土倫，直到1958年才賣給拆船商報廢。

### 史特拉斯堡號

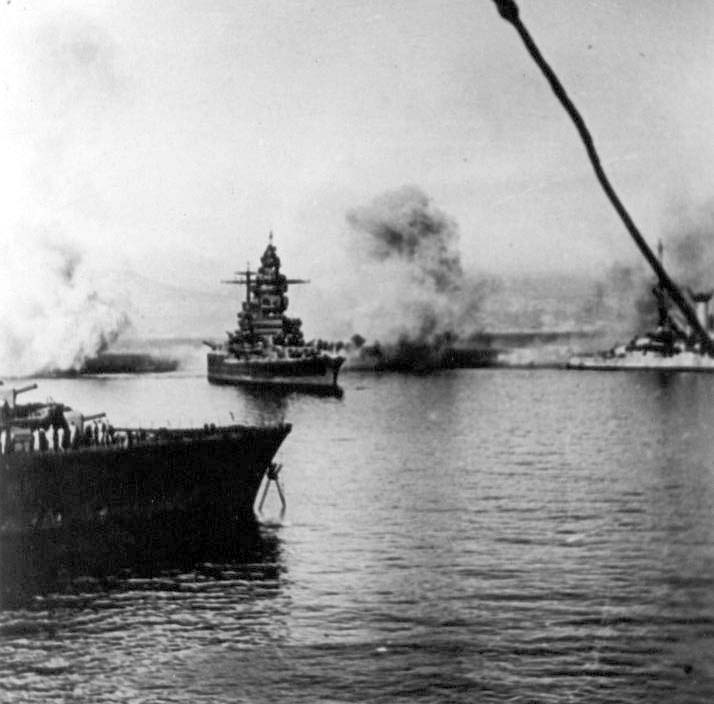
凱比爾港海戰時的史特拉斯堡號（圖中）正試圖從港內的停泊處駛離英艦攻擊範圍。

史特拉斯堡號是本級艦的二號艦，其艦名取自法國城市史特拉斯堡，於1934年11月25日在聖納澤爾彭霍特造船廠放置龍骨，1936年12月12日時下水，至1938年9月15日正式服役。法國海軍一開始將史特拉斯堡號與敦克爾克號一同編入襲擊部隊第一線總隊（1st Division of the Line），並在1939年隨艦隊出訪至巴西與英國各大城市。二戰初期時曾與阿爾及利亞號、杜布雷號，以及英航艦競技神號一同在大西洋搜尋施佩伯爵海軍上將號，並將艦上供主砲使用的800份火藥粉末卸置在達喀爾，這些庫存最後在達喀爾戰役期間供黎胥留號380公釐主砲使用。
1940年，為了因應義大利與地中海的情勢，史特拉斯堡號隨襲擊部隊於4月24日抵達法國在北非的海軍基地凱比爾港，然而法國陸軍在6月份時便因戰敗而投降，位在凱比爾港的海軍艦艇也只得全部被迫停戰。英國為了避免納粹德國取得法國艦艇，遂派遣皇家海軍欲勸降法軍，但當得知法國將領們拒絕英國任何一個條件後，開始發動凱比爾港海戰準備擊沉在凱比爾港內的法艦。戰爭開始後，史特拉斯堡號在港內謹慎地躲過15英寸（380）口徑砲彈攻擊並順利地離開港口，後來在5艘驅逐艦的護衛下向東北方逃離。當英國人得知本艦已經離港準備逃走時為之震驚，立刻調遣胡德號與皇家方舟號上的劍魚式魚雷轟炸機進行追擊，然而史特拉斯堡號已傾全力逃離，英國人最後不得不在21：30時停止追擊。儘管史特拉斯堡號在海戰中僅受輕微傷害，但艦上仍有數名船員傷亡。最後，本艦沿著薩丁尼亞島西部海岸，順利地返回土倫。
在返回土倫後，維希法國人員考慮到在地中海域僅剩史特拉斯堡號這艘主力艦能正常運轉，因而任命本艦為新艦隊旗艦，由讓·德·拉波爾德海軍上將擔任艦隊總司令。不過因燃料供應不足，艦隊一直駐紮在港內，僅有幾次為了護衛從凱比爾港歸來的船艦而出港巡航。當同盟國於1942年11月成功登陸北非後，德意志國防軍迅速以占領自由區作為報復，並開始策畫搶奪停靠在土倫的維希法國艦隊，而法國海軍也決定將所有艦艇鑿沉作為反擊。當德軍裝甲師於11月27日凌晨抵達海軍基地大門時，在旗艦史特拉斯堡號上的拉波爾德立刻向全艦隊下達鑿沉命令。儘管德軍試圖阻止，但法軍仍成功將本艦鑿沉，爆炸後的大火迅速吞噬整個船體，隨後缓缓地坐沉在2（6英尺7英寸）深的淤泥中。軸心國人員隨後接管破損的艦體，拆卸還能使用的部分。1944年，盟軍在龍騎兵行動後接管本艦殘骸，原試圖將艦體脫淺，但因損壞過於嚴重而打消念頭，轉而當作水下爆炸的試驗平台。1955年3月22日，史特拉斯堡號從法國海軍除籍，並在5月27日出售給拆船廠拆解。

## 外部連結
- . www.bobhenneman.info.   [2008-02-21]. （原始内容存档于2008-08-29）.